# Кобзарь (Васильковский район)
Кобзарь (укр. Кобзар) — село,
Павловский сельский совет,
Васильковский район,
Днепропетровская область,
Украина.
Код КОАТУУ — 1220787705. Население по переписи 2001 года составляло 24 человека.

## Географическое положение
Село Кобзарь находится на расстоянии в 1 км от села Шевченко и в 2-х км от пгт Письменное.
По селу протекает пересыхающий ручей с запрудой.